# Ja, robot
Ja, robot (naslov originala: I, Robot) je zbirka od devet znanstvenofantastičnih kratkih priča autora Isaaca Asimova, objavljena 1950. u nakladi od 5.000 primjeraka. Priče su prvotno objavljivane u američkim časopisima Super Science Stories i Astounding Science Fiction između 1940. i 1950. Međusobno su uvezane tako da se čini kao da ih dr. Susan Calvin pripovijeda nekom novinaru (pripovjedaču) u 21. stoljeću. Premda se priče mogu čitati i odvojeno, ipak dijele zajedničku temu interakcije ljudi, robota i etike, a kada ih se sagleda u cjelini one pripovijedaju jednu veliku pripovijest iz Asimovljeve fiktivne povijesti robotike. Zbirka se smatra dijelom serijala o robotima, a serijal je pak smješten u univerzum Zaklade.
U nekoliko priča zbirke javlja se lik dr. Susan Calvin, glavne robopsihologinje u tvrtci U.S. Robots and Mechanical Men, Inc. (ili skraćeno: USRMM), vodećem proizvođaču robota. Nakon njihova objavljivanja u ovoj zbirci, Asimov je osmislio i napisao okvir koji je priče prikazivao kao prisjećanja Susan Calvin tijekom jednoga intervjua o njezinom životu i radu (A njezin se rad uglavnom svodio na proučavanje zastranjenja u ponašanju robota i upotrebu "robopsihologije" za ispravljanje tih zastranjenja). U knjizi također nalazimo kratku priču u kojoj se prvi put spominju poznata Asimovljeva Tri zakona robotike. Ostali važniji likovi koji se javljaju u pričama su Powel i Donovan, tim testera čiji je posao pronalaženje pogreški u prototipima USRMM-a.
Naslov zbirke identičan je naslovu kratke priče koju je napisao Eando Binder, no nema nikakve veze s njom. Sam Asimov je zbirci htio dati naslov "Um i željezo", pa se isprva bunio kada je izdavač promijenio naslov.

## Priče sadržane u zbirci
- "Robbie"
- "Runaround"
- "Reason"
- "Catch that Rabbit"
- "Liar!"
- "Little Lost Robot"
- "Escape!"
- "Evidence"
- "The Evitable Conflict"

## Književni značaj i recepcija
Godine 2004. u dvotjedniku Saturday Evening Post je rečeno kako su Tri zakona robotike "revolucionizirali žanr znanstvene fantastike i učinili da roboti postanu daleko zanimljiviji nego ikad prije".

## Povijest objavljivanja na engleskom
- New York: Gnome Press (meki uvez, 1951)
- New York: Grosset & Dunlap, (tvrdi uvez, 1952)
- London: Grayson, (tvrdi uvez, 1952)
- British SF Book Club, (tvrdi uvez, 1954)
- New York: Signet Books, (meki uvez, 1956)
- New York: Doubleday, (tvrdi uvez, 1963)
- London: Dobson, (tvrdi uvez, 1967)
- ISBN 0-449-23949-7 (meki uvez, 1970)
- ISBN 0-345-31482-4 (meki uvez, 1983)
- ISBN 0-606-17134-7 (tvrdi uvez, 1991)
- ISBN 0-553-29438-5 (meki uvez, 1991)
- ISBN 1-4014-0039-6 (e-knjiga, 2001)
- ISBN 1-4014-0038-8 (e-knjiga, 2001)
- ISBN 0-553-80370-0 (tvrdi uvez, 2004)
- ISBN 91-27-11227-6 (tvrdi uvez, 2005)
- ISBN 0-7857-7338-X (tvrdi uvez)
- ISBN 0-00-711963-1 (meki uvez, UK, novo izdanje)
- ISBN 0-586-02532-4 (meki uvez, UK)

## Filmske i televizijske adaptacije
Najmanje dvije kratke priče iz zbirke Ja, robot su adaptirane za televiziju. Tijekom 1960-ih dvije kratke priče iz zbirke su ekranizirane kao epizode u televizijskom serijalu Out of the Unknown: "The Prophet" (1967), bazirana na priči "Reason"; i "Liar!" (1969). Dvanaesta epizoda sovjetske znanstvenofantastične TV serije This Fantastic World, snimljena 1987. pod naslovom Ne šalite se s robotima (Don't Joke with Robots) bazira se na djelima Aleksandra Belyaeva, Fredrika Kilandera i Asimovljevoj priči "Liar!".
Krajem 1970-ih, filmska kuća Warner Brothers je kupila prava snimanja filma prema knjizi, no nikada nije prihvaćen scenarij. Najpoznatiji pokušaj je bio onaj Harlana Ellisona, koji je surađivao sa samim Asimovom pri stvaranju verzije koja bi bila u duhu originala. Navodi se kako je Asimov izjavio da će ovaj scenarij rezultirati "prvim zaista zrelim, složenim, muke vrijednim znanstvenofantastičnim filmom ikad snimljenim".
Ellisonov scenarij Asimovljeve kratke priče smješta u okvir u kojem novinar imenom Robert Bratenahl istražuje sve o bivšem ljubavniku Susan Calvin Stephenu Byerlyju. Asimovljeve priče se prezentiraju kao prisjećanja koja se od originalnih priča razlikuju po tome što se stavlja jači naglasak na lik Calvinove. Ellison je Calvinovu umetnuo i u priče u kojima se ona izvorno ne javlja, a njezinu je ulogu naglasio u pričama u kojima se ona u originalu pojavljuje. Iako ga je kritika hvalila, uglavnom se smatra da scenarij nije bilo moguće snimiti s tehnologijom i prosječnim filmskim proračunima u to doba. Scenarij je na kraju 1994. objavljen u obliku knjige pod naslovom: Ja, robot: Ilustrirani scenarij (I, robot: The Illustrated Screenplay; reprint 2004, ISBN 1-4165-0600-4).
Film Ja, robot (I, robot), s Willom Smithom u glavnoj ulozi, snimljen u filmskoj kući Twentieth Century Fox počeo je igrati u kinima 16. srpnja 2004. u Sjedinjenim Državama. Radnja filma se razlikuje od radnje u Asimovljevoj zbirci, ali ipak sadrži dijelove priča Little Lost Robot i The Evitable Conflict, te također sadrži likove dr. Susan Calvin i dr. Alfreda Lanninga, kao i neke Asimovljeve zamisli o robotima, kao što su Tri zakona robotike.
"Ja, robot" je također naslov jedne epizode izvornog televizijskog serijala The Outer Limits. Epizoda, bazirana na kratkoj priči Eanda Bindera, je prvi put emitirana 14. studenog 1964., tijekom druge sezone prikazivanja. Pod istim je naslovom ponovno snimljena 1995.

## Utjecaj
Uz filmske i televizijske adaptacije, zbirka Ja, robot je imala velik utjecaj i na mnoge vidove moderne popularne kulture, osobito kada se radi o znanstvenoj fantastici i tehnologiji. Primjerice, u tehnološkoj industriji, ime pravog modernog proizvođača U.S. Robotics izravno je nadahnuto zbirkom Ja, robot. Ime je, naime, preuzeto od naziva tvrtke koja proizvodi robote ("United States Robots and Mechanical Men") koji se provlači kroz čitavu Asimovljevu zbirku.
Mnoga djela na području znanstvene fantastike su odala počast Asimovljevoj zbirci. Animirana znanstvenofantastična komedija Futurama na par mjesta spominje Ja, robot. Naslov epizode "Ja, cimer" je aluzija na "Ja, robot", premda radnja same epizode nema gotovo ništa zajedničko s originalnom zbirkom. Nadalje, u epizodi "The Cyber House Rules" se javlja lik oftalmologa imenom "Eye Robot" (što, kada se pročita, zvuči jednako kao "I, Robot", a u prijevodu znači "Očni Robot"), a u epizodi "Anthology of Interest II" jedan se segment zove "I, Meatbag". Također u epizodi "Bender's Game" psihijatrijskome liječniku se dokaže da je napravio logičku pogrešku i on onda, nakon što mu asistent dovikne "Lažac!" (izvorno: "Liar!", poput naslova jedne od priča iz zbirke), eksplodira. U jednoj epizodi prvotnog serijala Zvjezdanih staza, koja nosi naslov "I, Mudd" i govori o planetu androida kojima su potrebni ljudi, spominje se i "Ja, robot".
Spisatelj Cory Doctorow je u čast Asimovu napisao priču "I, Robot", te priču "I row-boat". Obje su priče objavljene u zbirci kratkih priča Overclocked: Stories of the Future Present.